# Mytiloida
Los mitiloides (Mytiloida) son un orden de moluscos de la subclase Pteriomorphia. Tiene una sola familia, Mytilidae.